# Троицк (Чернушинский район)
Троицк — деревня в Чернушинском районе Пермского края. Входит в состав Труновского сельского поселения.
Находится примерно в 14 км к востоку от центра города Чернушки.

## Население
В 2005 году численность населения составляла 8 человек.
По результатам переписи 2010 года численность населения составила 8 человек, в том числе 3 мужчины и 5 женщин.